# Jean-Pierre Marois
Pour les articles homonymes, voir Marois.
Jean-Pierre Marois, né le 2 juillet 1963 à Neuilly-sur-Seine, est un réalisateur et producteur français. 

## Biographie
Jean-Pierre Marois est notamment connu pour avoir réalisé le film American Virgin (1999) et coproduit le film Mary (2005).
Il est propriétaire des Bains, rue du Bourg-l'Abbé à Paris et des Bains Gardians aux Saintes-Maries-de-la-Mer.

## Filmographie
- Save the Rabbits (1994) (co-producteur)
- American Virgin (1999) (directeur et producteur exécutif)
- Mary (2005) (co-producteur )
- South of the Border (2009) (producteur associé)
- I Come with the Rain (2009) (producteur exécutif)
- Pericle il Nero (2011) (co-producteur )

## Récompenses et distinctions

### Décorations
- Chevalier de l'ordre des Arts et des Lettres (2024). Il est fait chevalier par Marc Lambron le 25 septembre 2024.